# André Chénier
André Chénier (Carigrad, 30. listopada 1762. – Pariz, 25. srpnja 1794.), francuski pjesnik
Odgojen u duhu filozofa 18. stoljeća, sa simpatijom je dočekao revoluciju i sudjelovao u osnivanju Društva prijatelja konstitucije. Bio je umjerenih pogleda i nije odobravao revolucionarne akcije jakobinaca. Tijekom procesa protiv Luja XVI. zauzimao se za njegovo oslobođenje, a u odi "Charlotte Corday" odao je priznanje ubojici Marata. Osumnjičen je da održava veze s monarhistima i konspirira protiv revolucije te je uhićen i giljotiran. 
Za života objavio je dvije pjesme, a u nedovršenim poemama "Hermes" i "Amerique" htio je dati svoje tumačenje postanka svijeta i formiranja društva. U pjesmama napisanim u zatvoru vidljivi su tragovi njegove osobne tragedije. Inspiriran grčkim i rimskim uzorima te nazvian posljednjim pjesnikom klasicizma i prvim romantičarom. Nakon smrti stekao je slavu i izvan Francuske, pa mu je jednu pjesmu posvetio A. S. Puškin, a Umberto Giordano je skladao operu "Andre Chenier" prema libertu Luigija Illica. 